# أضرحة الصحابة في تركمانستان
مكان دفن الصحابي الحكم بن عمرو الغفاري مع ثلاث من الصحابة في مدينة مرو الشاهجان، في تركمانستان.

## الموقع
ضريح الحكم بن عمرو الغفاري والصحابة الثلاث في مدينة مرو الشاهجان في دولة تركمانستان  ، وهو عبارة عن بناء بسيط طابعه أسلامي تعلوه قبة محززة، يتوضع تحتها ضريح الفاتح تركمانستان.

### الصحابة الذين دفنوا معه:-
دفن فيها عدد من الصحابة أبرزهم:
1. بريدة بن الحصيب الأسلمي
2. أبو برزة
3. قريط بن أبي رمثة

## صفحات لها صلة
- البخاري
- قثم بن العباس
- ضريح

## روابط خارجية
- هنا: ضريح الصحابة بمرو - د.جمال الدين الكيلاني - فديو اليوم السابغ 3-4-2017 .